# Ján Čarnogurský

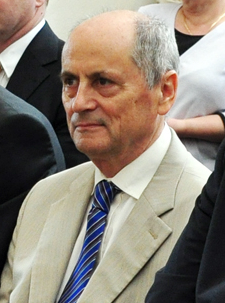
Ján Čarnogurský (2013)

Ján Čarnogurský (* 1. Januar 1944 in Bratislava) ist ein ehemaliger slowakischer Dissident, Politiker, Ministerpräsident der Slowakei (1991–1992) sowie Gründer und Vorsitzender der christdemokratischen Partei KDH (1990–2000).

## Leben
Er studierte Rechtswissenschaften an der Karls-Universität in Prag und an der Comenius-Universität in Bratislava. 1971 begann er in Bratislava als Anwalt zu arbeiten. Er war eine der Hauptfiguren der christlich-demokratischen Oppositionsbewegung gegen das kommunistische Regime. Aus diesem Grunde wurde er auch kurzzeitig vor dem Umbruch, am 14. August 1989, verhaftet, ehe er kurz darauf, im Dezember 1989, Innenminister in der Regierung Marián Čalfa I wurde. Čarnogurský wurde Vorsitzender der Christlich-demokratischen Bewegung in den Jahren 1990 bis 2000. Vom April 1991 bis Juni 1992 war er der Premierminister der Slowakei; ab 1998 amtierte er als Justizminister seines Landes. Bei der Abstimmung über den Kosovo-Krieg 1999 im Regierungskabinett enthielt sich Čarnogurský der Stimme. Čarnogurský sprach sich für einen NATO-Beitritt seines Landes aus, da die Slowakei „dann nicht von der NATO bombardiert werden könne“.
2002 erklärte er seinen Rückzug aus der Politik. Nach dieser Entscheidung hat er wieder als Anwalt gearbeitet. Heute ist Čarnogurský Vorsitzender der Slowakisch-russischen Gesellschaft. Im deutschsprachigen Raum schreibt er für das Online-Journal Solon-line.
Er trat als unabhängiger Kandidat bei der Wahl des slowakischen Staatspräsidenten am 15. März 2014 an, war jedoch mit einem Stimmenanteil von 0,64 % chancenlos.
Sein Vater Pavol Čarnogurský war bedeutendes Mitglied der Hlinka-Partei und später einer der bedeutendsten Antikommunisten der realsozialistischen Zeit.

## Ehrungen
2011 erhielt er den Adalbert Preis.
Ján Čarnogurský ist Ehrenritter des habsburgischen St. Georgs-Orden.